# 고성고등학교 (경남)
고성고등학교(固城高等學校)는 대한민국 경상남도 고성군 회화면 배둔리에 있는 사립 고등학교이다.

## 학교 연혁
- 1966년 1월 19일 : 학교법인 고성학원 설립인가, 초대 이사장 최학림 선생 취임
- 1966년 4월 11일 : 고성종합고등학교 설립 인가(인문과 3학급, 토목과 3학급, 가정과 3학급 계 9학급)
- 1966년 4월 11일 : 개교식 거행(교장 이만수)
- 1969년 1월 10일 : 제1회 졸업식 거행(157명)
- 1998년 3월 1일 : 고성고등학교로 교명 변경(보통과 15학급, 정보처리과 6학급 계 21학급)
- 1999년 1월 15일 : 다목적 교실 준공
- 2008년 9월 25일 : 기숙사 '입지관' 준공(64명)
- 2011년 2월 28일 : 기숙사 증축 '자립관' 준공(120명)
- 2011년 3월 1일 : 교육과학기술부 자율학교로 선정
- 2013년 7월 12일 : 학과 개편(일반계 6학급)
- 2021년 2월 4일 : 제14대 이사장 허태곤 선생 취임
- 2022년 3월 2일 : 제15대 교장 정금식 선생 취임
- 2023년 2월 8일 : 제54회 졸업식(졸업생 108명, 졸업생 누계 12,945명)
- 2023년 3월 2일 : 2023학년도 입학식(125명 입학)

## 참고 자료
- 고성고등학교 - 한국교육학술정보원 학교알리미